# Cristianesimo e antisemitismo
Il termine antisemitismo è stato coniato alla fine del XIX secolo dal giornalista Wilhelm Marr e consiste nell'avversione, su basi razziali, nei confronti delle persone di religione ebraica; col tempo è venuto in anche per indicare le avversioni motivate con ragioni di tipo politico; talvolta lo si confonde con la rivalità, l'ostilità o l'avversione di tipo religioso (antigiudaismo) all'ebraismo, anche se la maggior parte degli storici distingue accuratamente i due termini.
Una tradizione di ostilità del cristianesimo nei confronti dell'ebraismo e del popolo ebraico si sviluppò fin dai primi anni della cristianità ed è proseguita nelle epoche seguenti sulla spinta di numerosi fattori, tra cui differenze teologiche, la spinta cristiana al proselitismo e alla conversione, auspicata e forzata, degli ebrei decretata dall'incarico che Cristo risorto diede ai suoi discepoli, il fraintendimento delle credenze e delle pratiche religiose degli ebrei, e una percepita ostilità ebraica nei confronti dei cristiani. Questa avversione è culminata nell'Olocausto, che ha portato molti cristiani a riflettere sui rapporti tra teologia, pratiche religiose, e il genocidio.

## L'antisemitismo prima del Cristianesimo
La diaspora, tipica del mondo ebraico, è quel fenomeno sociale e culturale che vede gli ebrei disperdersi nel mondo ed insieme mantenere la propria identità culturale e religiosa. Generalmente si fa iniziare la diaspora con la distruzione di Gerusalemme nel 587 a.C. (VI secolo) da parte dei Babilonesi e la deportazione in Babilonia di una larga parte della popolazione della città. Forti comunità ebraiche si trovavano in Mesopotamia, in Grecia, a Roma, ad Alessandria d'Egitto (1/3 della popolazione).
Misure antisemite furono prese anche prima della nascita del Cristianesimo o prima ancora che questo diventasse religione ufficiale dell'impero. Il primo pogrom che la storia conosca avvenne ad Alessandria d'Egitto nell'anno 38 d.C.

## L'avvento del Cristianesimo
In verità  prima dell'era patristica e del concilio di Efeso, l'idea dei cristiani nei confronti degli ebrei non fu sempre negativa.
i primi apostoli di Gesù erano tutti ebrei incluso l'apostolo Paolo che si dichiara Ebreo discendente di Beniamino e fariseo in quanto alla legge.
In Romani 11,25 è scritto: «Infatti, fratelli, non voglio che ignoriate questo mistero, affinché non siate presuntuosi: un indurimento si è prodotto in una parte d'Israele, finché non sia entrata la totalità degli stranieri; e tutto Israele sarà salvato, così come è scritto: «Il liberatore verrà da Sion».
E ancora «Poiché non c'è distinzione tra Giudeo e Greco, essendo egli lo stesso Signore di tutti, ricco verso tutti quelli che lo invocano. Infatti chiunque avrà invocato il nome del Signore sarà salvato.»
Lettera ai Romani 10,12: «Ora io dico: sono forse inciampati perché cadessero? No di certo! Ma a causa della loro caduta la salvezza è giunta agli stranieri per provocare la loro gelosia. Ora, se la loro caduta è una ricchezza per il mondo e la loro diminuzione è una ricchezza per gli stranieri, quanto più lo sarà la loro piena partecipazione!»
Con la morte degli Apostoli tutto ciò venne accantonato e il cristianesimo andò a "grecizzarsi", conformandosi col mondo occidentale. Giustino martire scrisse un libro in cui ha una conversazione rispettosa e pacata con un rabbino ebreo di nome Trifone.
- A partire dal III e IV secolo, inclusi alcuni tra i più importanti Padri e Dottori della Chiesa, si diffuse l'idea che gli ebrei si sarebbero resi indegni della vita eterna non solo non riconoscendo in Gesù il Messia, il Figlio di Dio, ma anche per averlo ucciso brutalmente in croce.
- Nel Nuovo Testamento si possono trovare molti riferimenti antiebraici che, secondo l'interpretazione cristiana moderna, riflettevano lo "sforzo generale dei Cristiani di diminuire il coinvolgimento dei Romani nella morte di Gesù e di accrescere quello dei Giudei"[Nota 2], come ad esempio Marco 14,55[7][Nota 3], Luca 23,25[8][Nota 4], oppure negli Atti degli Apostoli[Nota 5], o nelle lettere di Paolo[Nota 6].
- I primi cristiani e i Padri e Dottori della Chiesa usarono il Nuovo Testamento in maniera antiebraica. Ad esempio, in merito all'assunzione di responsabilità della morte di Gesù da parte degli Ebrei, uno dei passi più noti - pur giudicato da biblisti moderni non storico[Nota 7] - è Matteo 27,25[9]: "E tutto il popolo rispose: «Il suo sangue ricada sopra di noi e sopra i nostri figli»", contenuto nel solo Vangelo secondo Matteo dopo la condanna a morte di Gesù da parte di Pilato; "mentre l'intero Nuovo Testamento è stato mal usato in maniera antiebraica, questo testo [...] ha avuto un ruolo speciale. È stato trattato come se fosse una auto maledizione con la quale la gente ebraica attirò su sé stessa il sangue di Gesù per tutti i tempi successivi.[Nota 8] [...] Questa è una di quelle frasi che sono state responsabili per oceani di sangue umano e un incessante flusso di miseria e desolazione" e "Origene andò drasticamente aldilà del giudizio di Matteo quando nel 240 d.C. egli scrisse: «per questa ragione il sangue di Gesù ricade non solo su quelli che vissero al momento ma anche su tutte le generazioni di Giudei che seguirono, fino alla fine dei tempi». Sfortunatamente egli fu seguito nella sua valutazione da alcuni dei più grandi nomi della Cristianità" e ad esempio "Sant'Agostino, Giovanni Crisostomo, Tommaso d'Aquino, Lutero, etc, sono citati come sostenitori, con preoccupante ferocia, del diritto e anche del dovere dei Cristiani di disprezzare, odiare e punire gli Ebrei"[10].
- San Giovanni Crisostomo scrisse 8 omelie contro gli ebrei (fine IV secolo): in esse accusa gli ebrei di aver respinto i doni fatti loro dal Signore; di essere stati la causa della morte di Gesù; di essere pieni di vizi e immorali (“La sinagoga è divenuta caverna di briganti e rifugio per le bestie selvatiche”; “vivono per il ventre”; sanno fare solo questo, ingozzarsi e macchiarsi...)
- Secondo sant'Agostino sussiste un fondamento teologico all'antigiudaismo. Secondo lui, Dio avrebbe agito con gli ebrei come con Caino: questi pur essendo colpevoli della morte di Gesù Cristo, dovrebbero continuare a rimanere in vita come punizione per il male commesso. Sempre secondo lui, come Esaù hanno perso la primogenitura a favore di Giacobbe-cristiani: “Gli ebrei sono stati dispersi fra tutte le nazioni a testimonianza della loro malvagità e della verità della nostra fede… Di loro è stato detto: ‘non ucciderli’, cosicché la stirpe ebraica resti in vita e dalla sua persistenza tragga incremento la moltitudine cristiana”. Questa sarà la posizione tradizionale cattolica nei confronti dell'Ebraismo, ribadita ancora dall'Enciclica di Pio XI, mai pubblicata a causa della sua morte, l'Humani generis unitas.[senza fonte]
- Lungo i secoli (dal XII secolo) a queste motivazioni strettamente religiose alcuni cristiani hanno aggiunto altre accuse di natura morale, sociale ed economica (tra le altre, accuse mai provate di omicidio rituale)[11].

Le principali misure antigiudaiche furono prese con il riconoscimento della religione cristiana come religione prima ufficiale, e poi unica, dell'impero romano (IV secolo). Da questo momento la legislazione imperiale segue una duplice preoccupazione: imporre all'ebraismo oneri e discriminazioni. Cfr. la legge di Teodosio II del gennaio 438: «A nessuno dei giudei, cui sono interdette tutte le amministrazioni e dignità, concediamo nemmeno di esercitare l'ufficio di difensore di un comune, né di avere l'onore di padre».

## L'antisemitismo dopo il Mille

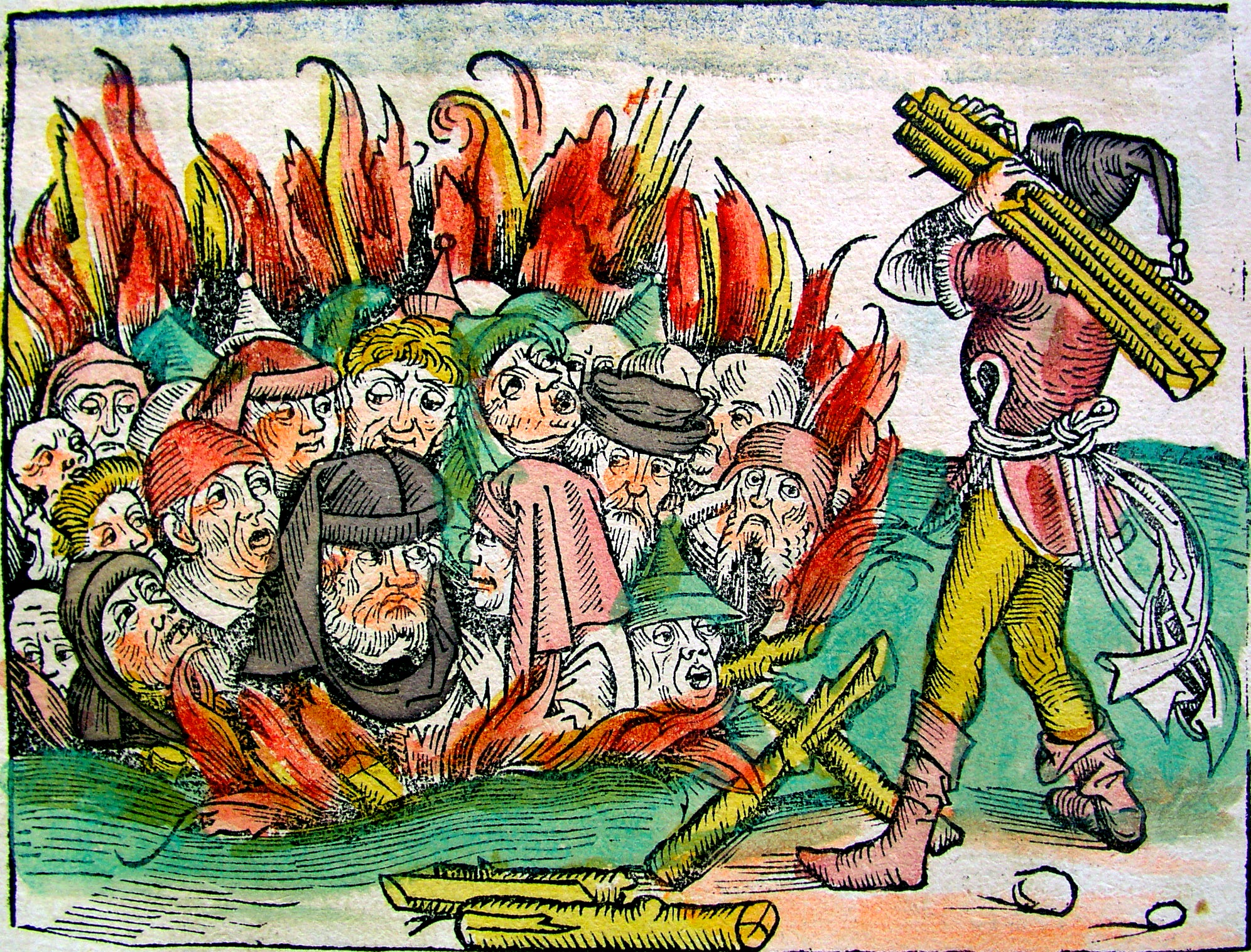
Ebrei bruciati vivi per la presunta profanazione di ostie a Deggendorf, in Baviera, nel 1337 (Cronache di Norimberga)

Le cose cambiano sostanzialmente dall'XI secolo. Riassumendo possiamo distinguere queste fasi dal punto di vista cronologico:
- le Crociate, spesso accompagnate da veri e propri massacri di ebrei, furono il motivo scatenante l’antisemitismo cristiano vero e proprio[12][13][14][15]; il Concilio Lateranense IV (1215), che per primo codificò alcune misure nei confronti degli ebrei:

1. dovevano portare abiti che li distinguessero dai cristiani
2. non potevano comparire in pubblico durante il Triduo pasquale
3. erano esclusi da qualunque ufficio pubblico che comportasse un'autorità sui cristiani
4. era loro vietato esigere interessi troppo elevati sui prestiti

- l'espulsione degli ebrei dalla Spagna (1492): unita politicamente la Spagna, Isabella volle darle anche un'unità religiosa. Tutti gli ebrei (e più tardi i musulmani) dovevano o convertirsi al cristianesimo o espatriare: 50.000 circa si “convertirono” al cristianesimo (forzato e per lo più solo di facciata), 200.000 lasciarono tutto ed espatriarono (e molti, ironia della sorte, trovarono rifugio a Roma)
- Il beato Bernardino da Feltre predicò contro l'ebraismo.
- le “bolle infami” del 1555 (Cum nimis absurdum), 1569 e 1593, redatte dai papi Paolo IV, Pio V e Clemente VIII, nelle quali furono prese misure rigide nei confronti degli ebrei romani, che resteranno fino all'Ottocento:

1. dovevano portare un segno distintivo sull'abito (obbligo ripreso secoli dopo dal nazismo)
2. dovevano abitare nel ghetto, luogo chiuso e recintato, con un portiere cristiano pagato dagli ebrei
3. dovevano chiedere un permesso per muoversi all'interno dello Stato
4. non potevano possedere immobili; la loro abitazione era solo in affitto il cui canone era a volte bloccato (jus gazagà)
5. non potevano iscriversi alle università e dunque laurearsi
6. non potevano esercitare nessuna professione “liberale” (medicina, giurisprudenza...) se non il piccolo commercio (rivendita di stracci vecchi)
7. ogni settimana un terzo della popolazione ebraica, a turno, doveva ascoltare una predica cristiana fatta in una chiesa fuori del ghetto.

## Età contemporanea e fascismo
Con i governi illuminati del Settecento, con la Rivoluzione francese ed infine con i governi liberali dell'Ottocento, ci fu un movimento di riabilitazione, di parificazione e di emancipazione ebraica. Persistono comunque nel Settecento, Ottocento e Novecento opposizioni cattoliche all'emancipazione ebraica.
In occasione delle leggi razziali fasciste del 1938 la costante preoccupazione del Vaticano fu quella di ottenere dal governo la modifica degli articoli che potevano ledere le prerogative della Chiesa sul piano giuridico-concordatario soprattutto per quanto riguardava gli ebrei convertiti.
Secondo lo storico Renzo De Felice, se la Santa Sede non approvò mai un razzismo di stampo puramente materialistico e biologico, «al tempo stesso non era contraria ad una moderata azione antisemita, estrinsecantesi sul piano delle minorazioni civili.»
Di notevole importanza l'intervento di Pio XI (mai riportato dall'Osservatore Romano e da Civiltà Cattolica, per paura della censura fascista, ma pubblicato, per espressa volontà di Pio XI, sui giornali belgi) il 6 settembre 1938 durante un'udienza: “Attraverso il Cristo e nel Cristo, noi siamo la discendenza spirituale di Abramo. L'antisemitismo è inammissibile. Spiritualmente, siamo tutti semiti”. Lo stesso Mussolini, nel discorso di Trieste del settembre del '38, accusò il Papa di difendere gli ebrei (il famoso passaggio "da troppe Cattedre li difendono") e minacciò provvedimenti più severi a loro danno se i cattolici avessero insistito. Nel 1939 Pio XI morì mentre era in redazione l'enciclica Humani generis unitas, dove era ben ribadita la condanna all'antisemitismo. Nell'agosto del 1943, il gesuita Pietro Tacchi Venturi, che aveva svolto l'incarico informale di tenere i contatti tra il Vaticano e Mussolini, suggerì al cardinale Segretario di Stato Luigi Maglione di proporre al nuovo governo Badoglio il mantenimento parziale delle leggi razziali.. Ma Maglione non diede seguito alla proposta.
Nel 1943, allorché era evidente che l'unità dello Stato fascista era terminata, le principali gerarchie cattoliche presenti in Italia si mobilitarono per orientare le nuove scelte politiche e pastorali nella penisola. La questione delle leggi razziali fu affrontata direttamente dal Vaticano ad opera del cardinale Luigi Maglione e dal gesuita Pietro Tacchi Venturi. Come detto, quest'ultimo riteneva che le leggi razziali avrebbero dovute esser abolite solo per gli ebrei convertiti al cristianesimo, mentre si sarebbero dovute mantenere le restrizioni per coloro che appartenevano alla religione ebraica.
Anche dopo il rastrellamento degli ebrei del ghetto di Roma il 16 ottobre 1943 il comportamento del Vaticano fu ambiguo, se da una parte vi furono proteste da parte di Maglione indirizzate all'ambasciatore tedesco presso il Vaticano, Ernst von Weizsäcker, che non diverranno però mai dichiarazioni pubbliche contro l'azione, dall'altra lo stesso Weizsäcker nella sua relazione al Ministro degli esteri tedesco di pochi giorni dopo, rassicurava il governo nazista sul fatto che "Il Papa benché sollecitato da diverse parti, non ha preso alcuna posizione contro la deportazione degli ebrei da Roma" e che "Egli ha fatto di tutto anche in questa situazione delicata per non compromettere il rapporto con il Governo tedesco e con le autorità tedesche a Roma. Dato che qui a Roma indubbiamente non saranno più effettuate azioni contro gli ebrei, si può ritenere che la questione spiacevole per il buon accordo Tedesco-Vaticano sia liquidata"

## Protestantesimo inglese
Una visione positiva del Cristianesimo nei confronti degli ebrei, cominciò nell'ambito del protestantesimo inglese e più precisamente nel pietismo e nel puritanesimo. John Owen, un pastore puritano, disse: «Inoltre è garantito che ci sarà un tempo e una stagione durante il regno del Messia in cui la nazione degli ebrei in tutto il mondo sarà chiamata e portata efficacemente alla conoscenza del messia nostro Signore Gesù Cristo e con misericordia riceveranno la liberazione e verranno ristabiliti nella loro terra natia». Questa posizione sionista venne accolta anche da John Wesley e George Whitefield nell'ambito del primo risveglio in America. Altri ministri evangelici mantennero un atteggiamento sionista fino al giorno d'oggi come ad esempio Charles Spurgeon, Dwight Moody, Charles Finney, Smith Wigglesworth, Martin Luther King, Kathryn Khulman, Billy Graham.
Smith Wigglesworth disse: «Non ho altro da dire sull'ebreo se non questo: che so di essere salvato dal sangue di un ebreo. Devo la mia Bibbia agli ebrei, poiché gli ebrei l'hanno tenuta per noi. Abbiamo un Salvatore che era ebreo. Il primo annuncio del Vangelo fu degli ebrei. So che devo tutto all'ebreo oggi, ma vedo che l'ebreo non avrà mai la chiave per sbloccare le Scritture finché non vedrà Gesù. Nel momento in cui lo farà vedrà questa verità che Gesù ha dato a Pietro: "E io ti dico anche che sei Pietro e su questa roccia edificherò la mia chiesa ... E ti darò le chiavi del regno dei cieli". (Matteo 16: 18,19) E ti darò la chiave della verità, la chiave per liberare. La chiave fu portata nel momento in cui Pietro vide il Signore. Nel momento in cui vedono Cristo, l'intera Scrittura è aperta all'ebreo. Sarà un grande giorno in cui gli ebrei vedranno il Signore. Lo vedranno!».

## La dottrina cattolica
Il definitivo superamento dell'antigiudaismo cattolico avvenne con il Concilio Vaticano II e la dichiarazione Nostra Aetate, del 1965, che ribadì sia la primogenitura, sia l'elezione del popolo ebraico: «Quanto è stato commesso durante la Passione non può essere imputato né indistintamente a tutti gli Ebrei allora viventi, né agli Ebrei del nostro tempo...Gli Ebrei non devono essere presentati né come rigettati da Dio, né come maledetti, come se ciò scaturisse dalla Sacra Scrittura».
Nel Catechismo della Chiesa Cattolica del 1992 si spiega che «gli Ebrei non sono collettivamente responsabili della morte di Gesù»:
(Catechismo della Chiesa Cattolica, 1992, n° 597)

### Riferimenti
1. ↑  M. Ghiretti, Storia dell'antigiudaismo e dell'antisemitismo, Milano, Mondadori, 2007, ISBN 978-88-61590-45-8.
2. ↑  Ghiretti, M. op. cit., pp.29-30.
3. 1 2 3  
«L'antigiudaismo, nato sin dall'epoca evangelica e presente in qualche misura anche nel pensiero di San Paolo e Sant'Agostino, rimane un elemento presente nella cultura cristiana anche nei secoli successivi, quando l'ebraismo, pur non venendo considerato come un'eresia, è attaccato come dottrina sia tramite l'opera di proselitismo di domenicani e francescani sia sul piano teologico ed esegetico [...].»
(Motta, G. Le minoranze del XX secolo. Dallo Stato nazionale all'integrazione europea, p. 100, Milano, Franco Angeli Editore, 2006, ISBN 978-8-84-648129-0.)
4. ↑   Nancy Calvert Koyzis, Paul, monotheism and the people of God : the significance of Abraham traditions for early Judaism and Christianity, Continuum International Publishing Group, 2004, ISBN 0-567-08378-0.
5. 1 2  Susannah Heschel, The Aryan Jesus: Christian theologians and the Bible in Nazi Germany, p. 20, Princeton University Press, 2008
6. ↑  Clara Kraus Reggiani, Storia della letteratura giudaico-ellenistica, Milano-Udine, Mimesis Edizioni, 2008, p. 136.
7. ↑   Mc 14,55, su La Parola - La Sacra Bibbia in italiano in Internet.
8. ↑   Lc 23,25, su La Parola - La Sacra Bibbia in italiano in Internet.
9. ↑   Mt 27,25, su La Parola - La Sacra Bibbia in italiano in Internet.
10. ↑  Come osserva Raymond Brown. (Raymond E. Brown, The Death of the Messiah, Vol. 1, Anchor Yale Bible, 2010, pp. 7, 383-397, 831-832, ISBN 978-0-300-14009-5. Cfr anche: John Dominic Crossan, Who killed Jesus?, HarperOne, 1995, pp. 152, 157-159, 218-219, IX-XII, ISBN 978-0-06-061480-5; Josef Blinzler, The trial of Jesus, Newman Press, 1959, p. 8.).
11. ↑  Vedi voce "Temi propagandistici dell'antisemitismo".
12. ↑  (EN) Robert Chazan, European Jewry and the First Crusade, University of California Press, 1987, ISBN 9780520205062.
13. ↑  (EN) D. Nremberg, The Rhineland massacres of Jews in the first crusade. Memories medieval and modern, Cambridge, 2002.
14. ↑  (FR) J. Richard, Histoire des croisades, Fayard, 1996.
15. ↑   M. Gallina, Bisanzio. Storia di un impero (secoli IV-XIII), Milano, 2015,  p. 260.
16. ↑  G. Salotti, Breve storia del fascismo, Milano, Bompiani, 1998.
17. ↑  Renzo De Felice, Storia degli ebrei italiani sotto il fascismo, Einaudi, III edizione, 1988, p. 298
18. ↑  Y. Chiron, Pie XI (1857-1939), Paris, Perrin, 2004, tr. it., p. 455; cfr. anche La Documentation catholique, 5 dicembre 1938, coll. 1459-1460.
19. ↑  Discorso completo
20. ↑  Saverio Gentile, La legalità del male: L'offensiva mussoliniana contro gli ebrei nella prospettiva storico-giuridica (1938-1945), G. Giappichelli Editore, 2013, p. 118.
21. ↑   Marco Suttora, Pio XI fu assassinato dal padre di Claretta?, su corriere.it, 17 maggio 2012.
22. 1 2  David I. Kertzer, I papi contro gli ebrei. Il ruolo del Vaticano nell'ascesa dell'anti-semitismo moderno, Rizzoli, pp. 302 e ss.
23. ↑  Liliana Picciotto, Il libro della memoria - Gli ebrei deportati dall'Italia, Mursia, citata in Anne Grynberg, Shoah: gli ebrei e la catastrofe, collana «Universale Electa/Gallimard●Storia e civiltà» (nº 59), p. 141
24. ↑  Nostra Aetate, n. 4
25. ↑   At 3,17, su La Parola - La Sacra Bibbia in italiano in Internet.
26. ↑   Mt 27,25, su La Parola - La Sacra Bibbia in italiano in Internet.